# Sylvana Simons

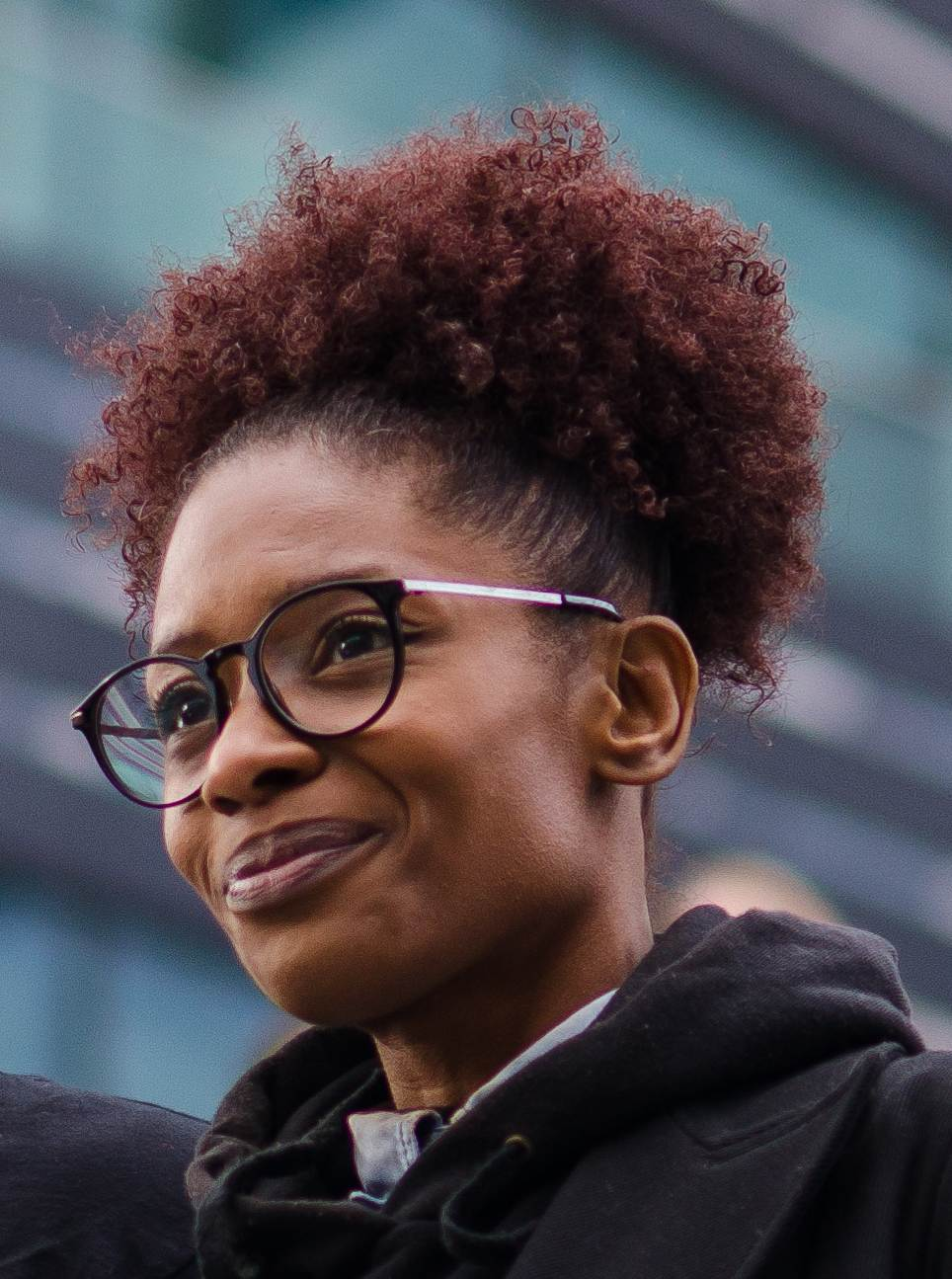
Sylvana Simons (2020)

Silvana Hildegard „Sylvana“ Simons (* 31. Januar 1971 in Paramaribo, Niederländisch-Guayana, heute: Suriname) ist eine niederländische Politikerin (BIJ1) und Schauspielerin.

## Politische Laufbahn
Am 18. Mai 2016 trat Simons der politischen Partei Denk bei. Sie konzentrierte sich auf die Bekämpfung von Rassismus, Diskriminierung und Fremdenfeindlichkeit und wollte sich für „Dekolonisierung der Bildung“ und „Frauenförderung“ einsetzen.
Im Dezember 2016 verließ Simons Denk und gründete ihre eigene politische Partei Artikel 1, welche später in BIJ1 umbenannt wurde. 2018 wurde sie Mitglied des Gemeinderats von Amsterdam. Seit 2021 ist Simons Mitglied der Zweiten Kammer des niederländischen Parlamentes und zugleich die einzige Abgeordnete für BIJ1.

## Filmographie (Auswahl)
- 2001: Costa! (eine Episode)
- 2005: Zoop in Afrika
- 2005: Deuce Bigalow: European Gigolo
- 2010: Verborgen gebreken (eine Episode)
- 2014: Fashion Planet (zwei Episoden)
- 2014: The Passion

### Arbeit als TV-Moderatorin
- 2001–2004: RTL Live
- 2001–2004: V Makelaar
- 2001: Met Man En Macht
- 2002: De 50 beste van RTL 4
- 2003: Je Echte Leeftijd
- 2004: Kaft
- 2005: Bekend & Bekeken
- 2005–2006: De Aanhouder Wint
- 2005–2007: Dancing with the Stars
- 2006: Hoe Mooi Is Jouw Straat?
- 2006: Opvolger Gezocht
- 2006: Staatsloterij presenteert: Inpakken & Wegdromen
- 2007–2009: Char, het medium
- 2008: RTL Boulevard
- 2008: Nederland Vertrekt